# Katharina J. Rohlfing

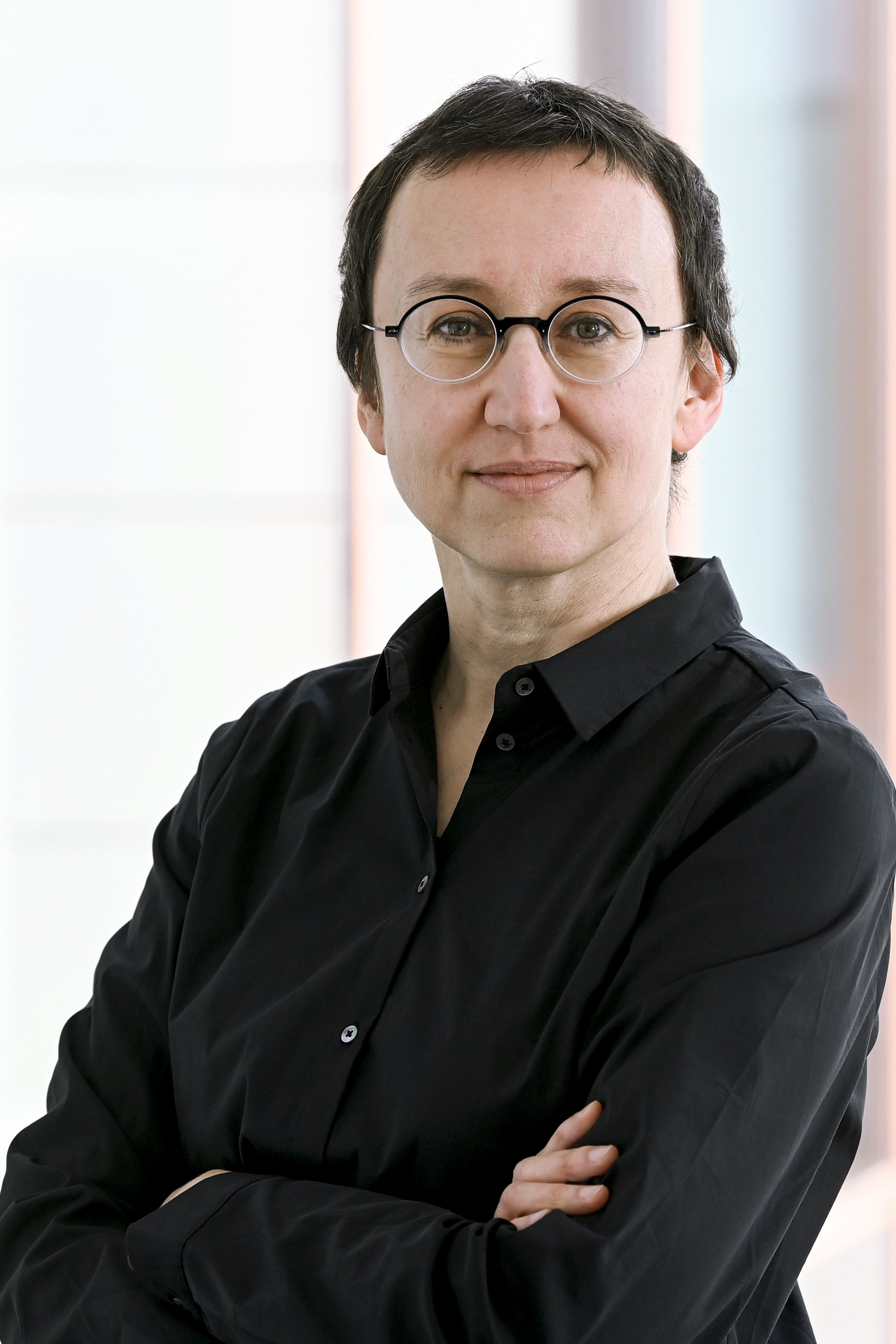
Katharina Rohlfing, 2023

Katharina J. Rohlfing (* 1971 in Tarnowskie Góry, Polen) ist eine deutsche Linguistin und Professorin für Psycholinguistik an der Universität Paderborn.

## Werdegang
Katharina Rohlfing studierte Germanistische Sprachwissenschaft, Philosophie und Medienwissenschaften an der Universität Paderborn (Abschluss 1997). In 2000 erwarb sie einen Abschluss des weiterbildenden Fernstudienkurses in „Fremdsprachlicher Deutschunterricht in Theorie und Praxis“ an der Universität Gesamthochschule Kassel. Im Graduiertenprogramm „Aufgabenorientierte Kommunikation“ promovierte sie 2002 an der Universität Bielefeld im Fach Linguistik mit dem Thema „UNDERstanding: How infants acquire the meaning of UNDER and other spatial relational terms“.
Nach ihrer Promotion arbeitete sie in Forschungsprojekten an der San Diego State University, der University of Chicago und der Northwestern University, wobei sie im DAAD-Postdoc-Programm und von der DFG gefördert wurde. Mit dem Projekt „Educating attention: Symbiosis of language and action“ wurde sie Dilthey Fellow (VolkswagenStiftung).
Anschließend war sie Mitglied in der AG Angewandte Informatik (Prof. Dr. Gerhard Sagerer) an der Universität Bielefeld. Von 2008 bis 2015 leitete sie am CITEC die Projektgruppe „Emergentist Semantics“ und trug als PI zu EU-Projekten (iTALK und ROBOT-DOC) im Bereich der „developmental robotics“ bei.
Seit 2015 ist Katharina Rohlfing Professorin für Psycholinguistik an der Universität Paderborn. Zudem hat sie die wissenschaftliche Leitung des SprachSpielLabors. Die Forschung im SprachSpielLabor umfasst Studien zur Sprachentwicklung, sozialer Interaktion, Kind-Roboter-Interaktion und Erklärprozessen.
Seit dem 1. Juli 2021 ist sie Sprecherin des von der DFG geförderten Sonderforschungsbereichs/Transregios 318 „Construcing Explainability“ (dt.: Erklärbarkeit konstruieren) und leitet in diesem drei Teilprojekte.

## Forschung

### Forschungsschwerpunkte
Katharina Rohlfings Forschungsthemen sind asymmetrische Interaktion, multimodale Interaktion, frühkindlicher Spracherwerb und Gedächtnisprozesse, Kind-Roboter Interaktion, Developmental Robotics und Entwicklung von erklärbaren künstlichen Systemen.
In asymmetrischen Interaktionen untersucht sie kognitive und interaktive Anforderungen, die sich an die Interaktionspartner ergeben, damit sich ein ko-konstruktives Miteinander ergibt. Ein zentraler Aspekt in ihrer Forschung ist die Synchronisation von Sprache mit Handlungen der Dialogpartner, die das Lernen von intelligenten Systemen begünstigen können.

### Theorieentwicklung
Katharina Rohlfing folgt dem interaktionistischen Ansatz (Bruner, 1983; Nomiou et al., 2016; Raczaszek-Leonardi et al., 2019) und entwickelte daraus in interdisziplinärer Kooperation die Theorie der Pragmatic Frames.
Frühe kommunikative Entwicklung ist multimodal. In kollaborativer Forschung weisen die Arbeiten darauf hin, dass Bezugspersonen auf das nonverbale Verhalten der Kinder reagieren und diese im Sinne eines gemeinsamen Ziels nutzen. Die Ziele variieren und bestimmen unterschiedliche Entwicklungspfade des kommunikativen Verhaltens.
Katharina Rohlfing betrachtet vielfältige nonverbale Signale (sprachbegleitende Gesten, Blickkontakt, Bewegungen) im Zusammenspiel mit Lautsprache und identifiziert Interaktionsmuster in Abhängigkeit von spezifischen Kontexten oder über die Zeit identifiziert. Erkenntnisse aus diesen Arbeiten weisen auf multimodale Unterstützungsstrategien der Bezugspersonen gegenüber ihren Kindern hin, die mit der sprachlichen Entwicklung der Kinder in Verbindung stehen.
Im Spracherwerb interessiert sich Katharina Rohlfing außerdem für Fragen, wie neues Wissen mit dem bereits vorhandenen in Bezug gesetzt wird und wie sich Wissensstrukturen im Laufe der Zeit etablieren. Sie führt umfangreiche Slow-Mapping-Studien (mit mehreren Tagen Lerntraining) durch, die zeigen, welche Aspekte eines neuen Wortes dauerhaft erworben werden und wie robust die Bedeutung eines neuen Wortes geworden ist. In solchen Untersuchungen konnte gezeigt werden, dass bereits junge Kinder von semantisch organisiertem Input in Form von Narrativen profitieren. Auch Gesten tragen zu dem Konsolidierungsprozess bei.

### Anwendung
Katharina Rohlfings Studien zur kindlichen Entwicklung und multimodalen Unterstützungsstrategien haben zwei Anwendungsbereiche: (1) early literacy (Entwicklung der sprachlichen Fähigkeiten und des kritischen Denkens von Kindern). (2) Entwicklungen von Intelligenten Systemen (Kind-Roboter Interaktion oder erklärende Systeme).

## Auszeichnungen
- 2021: Honorable Mention at the IDC (Interaction Design and Children) as a co-author: Tolksdorf, N. F., Viertel, F., Crawshaw, C. E., Rohlfing, K. J. (2021): Do shy children keep more distance from a social robot? Exploring shy children’s proxemics with a social robot or a human. In: Proceedings of the IDC (Interaction Design and Children), Athens, Greece, 527–531.
- 2016: Best Paper 2013 of IEEE Transactions on Autonomous Mental Development as a co-author: Rączaszek-Leonardi, J., Nomikou, I., Rohlfing, K. J. (2013): Young children’s dialogical actions: The beginnings of purposeful intersubjectivity. IEEE Transactions on Autonomous Mental Development 3: 109–112.
- 2009: Best Paper Award at the ICDL 2009 as a co-author: Schillingmann, L., Wrede, B. & Rohlfing, K. J. (2009): A computational model of acoustic packaging. IEEE Transactions on Autonomous Mental Development 1: 226–237.
- 2006: Dilthey Fellowship, Research Initiative: Focus on Humanities, VolkswagenStiftung
- 2004: Emmy Noether-Fellowship Phase 1 of the German Research Foundation (DFG) for the project Early semantic knowledge about spatial relations
- 2002–2003: Postdoctoral Fellowship of the German Academic Exchange Service (DAAD) for the project Early semantic knowledge about spatial relations
- 1999–2002: Fellowship of the German Research Foundation (DFG) within the Graduate School Task-oriented communication (GK 256) for the project How infants acquire the meaning of UNDER and other spatial relational terms

## Publikationen (Auswahl)

### Monographien
- Frühkindliche Semantik. Günter Narr Verlag (Narr Studienbücher), Tübingen 2013.[26]
- Frühe Sprachentwicklung. UTB, Tübingen 2019.[15]

### Herausgeberschaften
- Grounding Language in Action. Gemeinsam mit J. Tani. Special Issue of the IEEE Transactions on Autonomous Mental Development 3, 2011.
- Asymmetric Interaction. Gemeinsam mit I. Nomikou und K. Pitsch. Special Issue of the Interaction Studies, 2013.
- Microdynamics of Interaction: Capturing and Modeling Early Social Learning. Gemeinsam mit K. G. Deák. Special Issue of the IEEE Transactions on Autonomous Mental Development, 2013.
- Learning from picturebooks. Perspectives from child development & literacy studies. Gemeinsam mit B. Kümmerling-Meibauer, J. Meibauer und K. Nachtigäller. Routledge series in Explorations in Developmental Psychology, 2015.
- International perspectives on digital media and early literacy: The impact of digital devices on learning, language acquisition, and social interaction. Gemeinsam mit C. Müller-Brauers. Routledge, 2020.
- Multidisciplinary perspectives on mechanisms of language learning. Gemeinsam mit M. Schilling, P. Vogt, C. & J. Yu und M. Spranger. Special Issue of the IEEE Transactions on Cognitive and Developmental Systems, 2020.

## Belege
1. ↑  DFG - GEPRIS - GRK 256: Aufgabenorientierte Kommunikation. Abgerufen am 4. August 2022.
2. ↑  Startseite | VolkswagenStiftung. Abgerufen am 9. Februar 2023.
3. ↑  Members of the Emergentist Semantics Group | CITEC. Abgerufen am 4. August 2022.
4. ↑  Kulturwissenschaften - Rohlfing (Universität Paderborn). Abgerufen am 4. August 2022.
5. ↑  Erklärungen gemeinsam entwickeln: Neuer Sonderforschungsbereich zu künstlicher Intelligenz an den Universitäten Paderborn und Bielefeld – Aktuell Uni Bielefeld. Abgerufen am 4. August 2022 (deutsch).
6. ↑  Kulturwissenschaften - Prof. Dr. Katharina Rohlfing (Universität Paderborn). Abgerufen am 4. August 2022.
7. ↑  Yukie Nagai, Katharina J. Rohlfing: Computational Analysis of Motionese Toward Scaffolding Robot Action Learning. In: IEEE Transactions on Autonomous Mental Development. Band 1, Nr. 1, Mai 2009, ISSN 1943-0612, S. 44–54, doi:10.1109/TAMD.2009.2021090 (ieee.org [abgerufen am 9. Februar 2023]).
8. ↑  Lars Schillingmann, Britta Wrede, Katharina J. Rohlfing: A Computational Model of Acoustic Packaging. In: IEEE Transactions on Autonomous Mental Development. Band 1, Nr. 4, Dezember 2009, ISSN 1943-0612, S. 226–237, doi:10.1109/TAMD.2009.2039135 (ieee.org [abgerufen am 9. Februar 2023]).
9. ↑  Matthias Rolf, Marc Hanheide, Katharina J. Rohlfing: Attention via Synchrony: Making Use of Multimodal Cues in Social Learning. In: IEEE Transactions on Autonomous Mental Development. Band 1, Nr. 1, Mai 2009, ISSN 1943-0612, S. 55–67, doi:10.1109/TAMD.2009.2021091 (ieee.org [abgerufen am 9. Februar 2023]).
10. ↑  Katharina J. Rohlfing, Jannik Fritsch, Britta Wrede, Tanja Jungmann: How can multimodal cues from child-directed interaction reduce learning complexity in robots? In: Advanced Robotics. Band 20, Nr. 10, 1. Januar 2006, ISSN 0169-1864, S. 1183–1199, doi:10.1163/156855306778522532 (tandfonline.com [abgerufen am 9. Februar 2023]).
11. ↑  George E. Chatzarakis: A New Method for Finding the Thevenin and Norton Equivalent Circuits. In: Engineering. Band 2, Nr. 5, 31. Mai 2010, S. 328–336, doi:10.4236/eng.2010.25043 (scirp.org [abgerufen am 4. Januar 2023]).
12. ↑  Iris Nomikou, Malte Schilling, Vivien Heller, Katharina J. Rohlfing: Language-at all times: Action and interaction as contexts for enriching representations. In: Interaction Studies. Band 17, Nr. 1, 1. Januar 2016, ISSN 1572-0373, S. 120–145, doi:10.1075/is.17.1.06nom (jbe-platform.com [abgerufen am 4. Januar 2023]).
13. ↑  Joanna Rączaszek-Leonardi, Iris Nomikou, Katharina J. Rohlfing, Terrence W. Deacon: Language Development From an Ecological Perspective: Ecologically Valid Ways to Abstract Symbols. In: Ecological Psychology. Band 30, Nr. 1, 2. Januar 2018, ISSN 1040-7413, S. 39–73, doi:10.1080/10407413.2017.1410387 (researchgate.net [abgerufen am 4. Januar 2023]).
14. ↑  Katharina J. Rohlfing, Britta Wrede, Anna-Lisa Vollmer, Pierre-Yves Oudeyer: An Alternative to Mapping a Word onto a Concept in Language Acquisition: Pragmatic Frames. In: Frontiers in Psychology. Band 7, 2016, ISSN 1664-1078, doi:10.3389/fpsyg.2016.00470/full (frontiersin.org [abgerufen am 10. Februar 2023]).
15. 1 2  Katharina Rohlfing: Frühe Sprachentwicklung. 1. Auflage. utb GmbH, Stuttgart, Deutschland 2019, ISBN 978-3-8385-4783-1, doi:10.36198/9783838547831 (utb.de [abgerufen am 4. Januar 2023]).
16. ↑  Joanna Rączaszek-Leonardi, Iris Nomikou, Katharina J. Rohlfing: Young Children’s Dialogical Actions: The Beginnings of Purposeful Intersubjectivity. In: IEEE Transactions on Autonomous Mental Development. Band 5, Nr. 3, September 2013, ISSN 1943-0612, S. 210–221, doi:10.1109/TAMD.2013.2273258 (ieee.org [abgerufen am 4. Januar 2023]).
17. ↑  Vivien Heller, Katharina J. Rohlfing: Reference as an Interactive Achievement: Sequential and Longitudinal Analyses of Labeling Interactions in Shared Book Reading and Free Play. In: Frontiers in Psychology. Band 8, 2017, ISSN 1664-1078, doi:10.3389/fpsyg.2017.00139, PMID 28261122, PMC 5306378 (freier Volltext) – (frontiersin.org [abgerufen am 4. Januar 2023]).
18. ↑  Katharina J. Rohlfing, Carina Lüke, Ulf Liszkowski, Ute Ritterfeld, Angela Grimminger: Developmental Paths of Pointing for Various Motives in Infants with and without Language Delay. In: International Journal of Environmental Research and Public Health. Band 19, Nr. 9, Januar 2022, ISSN 1660-4601, S. 4982, doi:10.3390/ijerph19094982, PMID 35564377, PMC 9104230 (freier Volltext) – (mdpi.com [abgerufen am 4. Januar 2023]).
19. ↑  Katharina J. Rohlfing, Jannik Fritsch, Britta Wrede, Tanja Jungmann: How can multimodal cues from child-directed interaction reduce learning complexity in robots? In: Advanced Robotics. Band 20, Nr. 10, 2006, S. 1183–1199, doi:10.1163/156855306778522532.
20. ↑  Katharina J. Rohlfing, Anna-Lisa Vollmer, Jannik Fritsch, Britta Wrede: Which “motionese” parameters change with children's age? Disentangling attention-getting from action-structuring modifications. In: Frontiers in Communication. Band 215, 2022, doi:10.3389/fcomm.2022.922405.
21. ↑  Katharina J. Rohlfing, Iris Nomikou: Intermodal synchrony as a form of maternal responsiveness: Association with language development. In: Language, Interaction and Acquisition. Band 5, Nr. 1, 1. Januar 2014, ISSN 1879-7865, S. 117–136, doi:10.1075/lia.5.1.06roh (jbe-platform.com [abgerufen am 4. Januar 2023]).
22. ↑  Kerstin Nachtigäller, Katharina J. Rohlfing, Karla K. Mcgregor: A story about a word: does narrative presentation promote learning of a spatial preposition in German two-year-olds?*. In: Journal of Child Language. Band 40, Nr. 4, September 2013, ISSN 0305-0009, S. 900–917, doi:10.1017/S0305000912000311 (cambridge.org [abgerufen am 4. Januar 2023]).
23. ↑  Katharina J. Rohlfing, Kerstin Nachtigäller: Can 28-Month-Old Children Learn Spatial Prepositions Robustly from Pictures? Yes, When Narrative Input Is Provided. In: Frontiers in Psychology. Band 7, 2016, ISSN 1664-1078, doi:10.3389/fpsyg.2016.00961, PMID 27471479, PMC 4945648 (freier Volltext) – (frontiersin.org [abgerufen am 4. Januar 2023]).
24. ↑  Karla K. Mcgregor, Katharina J. Rohlfing, Allison Bean, Ellen Marschner: Gesture as a support for word learning: The case of under*. In: Journal of Child Language. Band 36, Nr. 4, September 2009, ISSN 1469-7602, S. 807–828, doi:10.1017/S0305000908009173, PMID 18947455, PMC 3328788 (freier Volltext) – (cambridge.org [abgerufen am 4. Januar 2023]).
25. ↑  Ulrich J. Mertens, Katharina J. Rohlfing: Progressive Reduction of Iconic Gestures Contributes to School-Aged Children’s Increased Word Production. In: Frontiers in Psychology. Band 12, 2021, ISSN 1664-1078, doi:10.3389/fpsyg.2021.651725, PMID 33981277, PMC 8107226 (freier Volltext) – (frontiersin.org [abgerufen am 4. Januar 2023]).
26. ↑  Katharina Rohlfing: Frühkindliche Semantik. Eine Einführung. 2013, ISBN 978-3-8233-6772-7 (uni-bielefeld.de [abgerufen am 4. Januar 2023]).